# Laguna Amarga

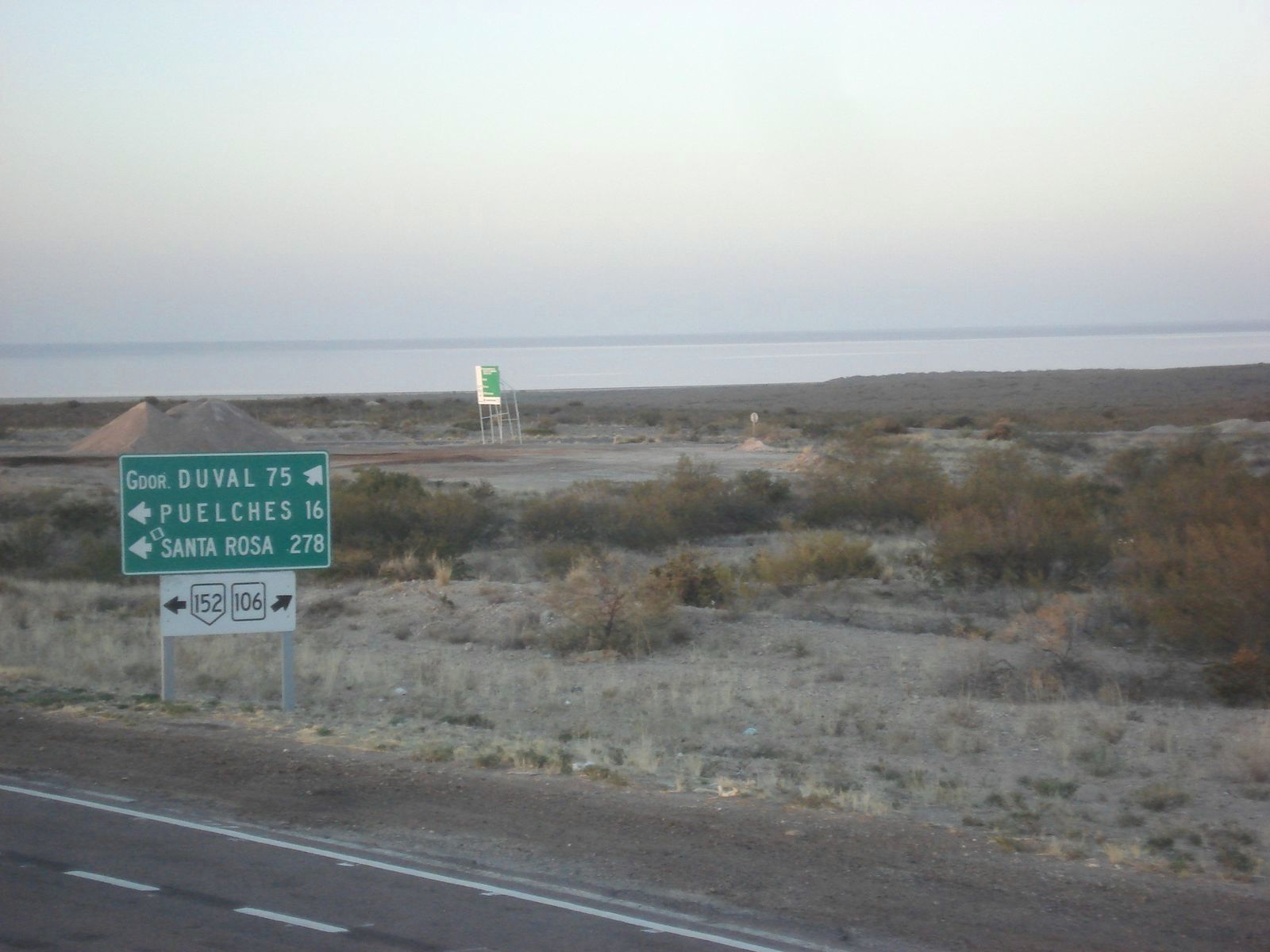
Vue de la Laguna Amarga depuis la route nationale 152.

La laguna Amarga en français lagune amère est un lac assez profond de 120 km² plus ou moins, située en province argentine de La Pampa. Elle est alimentée par les eaux du río Curacó (ou Salado ex-Desaguadero) issu lui-même de la Laguna Urre Lauquén
Étant donné la sècheresse générale du bassin du Desaguadero et la sur-utilisation de ses eaux et de celles de ses affluents pour l'irrigation, depuis une centaine d'années, les eaux du Desaguadero-Curacó terminent leur cours dans la lagune et s'y perdent par évaporation et infiltration. Rarement, à la suite de débits exceptionnels, le río Curacó passe outre la Laguna Amarga et se déverse plus en aval, dans le río Colorado.
Il faut rappeler que les noms de río Desaguadero, río Salado ou Chadileuvú et río Curacó ne sont que les noms locaux de différentes sections d'un seul cours d'eau, le río Desaguadero.
Le bassin Desaguadero-Salado-Chadileuvú-Curacó a constitué une singularité hydrographique composée d'un système de trois lagunes au sud-ouest de la province de La Pampa. 
Peu avant la ville de Puelches la rivière, qui a parcouru une longue distance dans une faille encaissée, entre dans une grande zone déprimée de très faible déclivité. Elle constitue alors dans cette dépression une vaste aire lagunaire de plusieurs centaines de kilomètres carrés. À ce groupe de lagunes appartiennent les laguna Urre Lauquén, laguna La Dulce et la laguna Amarga. Toutes ces lagunes, et spécialement la dernière, forment un niveau de base intermédiaire du système du Desaguadero et opèrent comme un système de cuvettes, où le fait de remplir puis de faire déborder l'une, enclenche l'activation par remplissage de la suivante. 
La lagune La Amarga est le véritable niveau de base intermédiaire du système. Les grandes crues, une fois passées les lagunes La Dulce et Urre Lauquén, se ruent dans le río Curacó et après avoir parcouru quelque 10 km tombent dans la dépression de La Amarga, qui grâce à sa 
grande capacité tarde longtemps à se remplir. Si cela se produit, son niveau égale le niveau du Curacó, et les nouvelles arrivées d'eau supplémentaires après avoir noyé quelques grands marécages (ou Bañados) atteignent le niveau voulu pour se mettre à couler dans la deuxième partie du lit du Curacó, et s'y précipitent pour atteindre le río Colorado. 
La lagune a une forme allongée et sa cuvette est relativement profonde. Sa fonction temporaire comme réceptacle final des eaux du bassin supérieur du Desaguadero-Curacó, a fait que son eau a une forte teneur en sels, d'où son nom (Amarga ou amère a le sens de salée dans ce cas-ci) . 

## Quelques données chiffrées
- Sa surface se trouve à une altitude de 206 mètres. (13 mètres de moins que Urre Lauquén)
- Sa superficie est de 120 000 000 de m² soit 120 kilomètres carrés
- Sa profondeur moyenne est de 1,8 mètre.
- Le volume d'eau pouvant être contenu est de 920 millions de m³.
- La longueur de ses rives est de 59,8 kilomètres.
- L'étendue de son bassin versant est de 240 000 km²
- Son émissaire, le río Curacó a un débit presque toujours égal à zéro depuis un siècle.

## Sources d'information
Secretaría de Recursos Hídricos de la Provincia de La Pampa.